# Классическая чума свиней
Класси́ческая чума́ свине́й (лат. Pestis suum) — вирусная болезнь свиней, характеризующаяся лихорадкой, поражением кровеносных сосудов и кроветворных органов, крупозно-дифтеритическим воспалением слизистой оболочки толстых кишок. Регистрируется во всех странах. Классическая чума свиней наносит громадный экономический ущерб хозяйствам: летальность 80—100 %. Для человека вирус опасности не представляет, однако люди могут являться переносчиками инфекции

## Этиология
Возбудитель болезни — вирус рода Pestivirus семейства Flaviviridae, РНК его вириона заключена в белковый капсид, покрытый липидным слоем. В организме больных свиней вирус находится в крови, во всех органах и тканях. Вирус обладает высокой заразительностью, относительно устойчив к физическим и химическим факторам. Лабораторные животные невосприимчивы к вирусу классической чумы свиней.

## Эпизоотология
Вирус поражает только домашних и диких свиней независимо от породы и возраста. Источник возбудителя инфекции — больные свиньи, выделяющие вирус во внешнюю среду с мочой, фекалиями, а также с секретами. Факторы передачи возбудителя — загрязнённые выделениями больных корма, вода, подстилка, навоз и др. Естественное заражение свиней чаще происходит через пищеварительный тракт, органы дыхания, реже через повреждённую кожу. Классическая чума свиней возникает в любое время года; протекает в виде эпизоотии.

## Иммунитет
Переболевшие свиньи приобретают стойкий пожизненный иммунитет. Для активной иммунизации свиней применяют, в частности, сухую лапинизированную вирусвакцину, сухие культуральные вирусвакцины. Эти препараты создают иммунитет на 4—7-е сутки после прививки, продолжительностью более 1 года. Вирусвакцины широко применяются не только для профилактики классической чумы свиней в угрожаемых хозяйствах, но и в неблагополучных хозяйствах. Существуют также способы пероральной иммунизации новорождённых поросят, позволяющий сохранить их от болезни в эпизоотическом очаге.

## Течение и симптомы
Инкубационный период в среднем составляет 3—7 суток, реже 3 недели. Течение острое, подострое и хроническое. При остром течении температура тела повышается до 41,5-42 °C. Через 3—5 суток у свиней пропадает аппетит, появляется жажда. Животные почти всё время лежат, неохотно двигаются, походка у них шаткая. Супоросные свиноматки абортируют. На 5—9-е сутки в коже ушей и живота возникают точечные и более крупные кровоизлияния, не исчезающие при надавливании. Характерна картина крови: лейкопения (на 4—5-е сутки болезни количество лейкоцитов снижается до 2—3 тысяч в 1 мм3 крови). На 7—10-е сутки животные обычно погибают. При подостром течении классическая чума свиней длится 2—3 недели. У животных периодически повышается температура, запоры сменяются поносами. Свиньи худеют, ослабевают, передвигаются с трудом. При хроническом течении лихорадочные явления постепенно ослабевают, аппетит переменчивый; наблюдается периодический понос, свиньи сильно худеют. Болезнь может длиться до 2 месяцев.

## Патогенез
Вирус чумы попадает в организм разнообразными путями и уже спустя 6 часов обнаруживается в лимфатических узлах. Он размножается во всех органах и тканях, концентрируясь преимущественно в лимфатических узлах, костном мозге, в слизистой оболочке кишечника и эндотелии кровеносных сосудов. Поражение вирусом органов кроветворения резко снижает их деятельность, что вызывает лейкопению и даже анемию.

## Патологоанатомические изменения

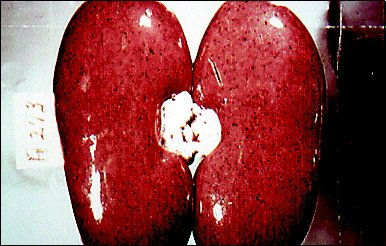
Точечные кровоизлияния в почках при классической чуме свиней

Обнаруживают воспаление слизистых оболочек, мелкие кровоизлияния на серозных и слизистых оболочках и в почках. Лимфатические узлы (подчелюстные, заглоточные, околоушные, портальные) набухшие, тёмно-красного цвета, на разрезе имеют цвет красного мрамора или равномерно окрашены в тёмно-красный цвет. Селезёнка не увеличена, по её краям — плотные чёрно-красные бугорки клиновидных инфарктов, обращённых основанием к краю селезёнки, величиной от конопляного зерна до мелкого ореха. Почки анемичны, в корковом слое, под капсулой, в почечной лоханке множественные кровоизлияния. Слизистая оболочка желудка катарально или геморрагически воспалена, пронизана кровоизлияниями различной величины и формы. Слизистая оболочка толстых кишок гиперемирована, пронизана точечными кровоизлияниями; солитарные фолликулы ободочной и слепой кишок увеличены, некоторые из них в виде твёрдых узелков размером до горошины, другие — в виде круглых язвочек. Точечные и пятнистые кровоизлияния обнаруживают под эпикардом и эндокардом, под пульмональной и костальной плеврой, в слизистой оболочке мочевого пузыря, гортани и особенно надгортанника. В хронических случаях в кишечнике находят «бутоны» или образовавшиеся на их месте круглые, покрытые творожистой массой язвы с валикообразно приподнятыми краями, или тонкие белые рубцы.

## Диагностика
Диагноз ставят на основании эпизоотологических, клинических и патологоанатомических данных и лабораторных исследований патологических материалов, используя метод флуоресцирующих антител и биологическую пробу на неиммунных к классической чуме подсвинках.
Классическую чуму свиней дифференцируют от пастереллёза, сальмонеллёза, болезни Ауески, инфлюэнцы, рожи, сибирской язвы, африканской чумы свиней, а также фузариотоксикоза и отравления госсиполом.

## Лечение
Больных свиней лечить затратно, в связи с чем они подлежат забою  на санитарных бойнях. В отдельных случаях свиней лечат Противовирусными и противовоспалительными.

## Профилактика и меры борьбы
К общим профилактическим мерам относят: огораживание ферм, устройство санитарных пропускников, дезинфекционных барьеров, регулярную профилактическую дезинфекцию, дератизацию, дезинсекцию животноводческих помещений. С особой осторожностью следует подходить к импортной свинине и продукции, поступающей из мест с неизвестной эпизоотической обстановкой. Следует тщательно обезвреживать пищевые отходы, используемые в корм свиньям. Нельзя допускать на ферму посторонних лиц. При возникновении классической чумы свиней на хозяйство накладывают карантин, по условиям которого запрещаются ввоз и вывоз свиней, их убой без разрешения ветеринарного специалиста, торговля свиньями и необезвреженными продуктами. Всех клинически больных и подозрительных по заболеванию животных немедленно выделяют для убоя на специально оборудованных площадках с твёрдым покрытием. Шкуры с туш не снимают. Туши убитых больных свиней, имеющие дистрофические изменения в мышцах и органах, подвергают технической утилизации. Клинически здоровых свиней неблагополучной фермы и свиней, находящихся в угрожаемой зоне, иммунизируют вирусвакциной. Для ускорения процесса иммунизации и купирования инфекции необходимо использовать аэрозольный метод введения вирусвакцины. В период карантина помещения дезинфицируют 2—3%-ными горячими растворами едкого натра или калия, 20%-ной взвесью свежегашёной извести. Навоз обезвреживают биотермически. Малоценный инвентарь сжигают. Карантин снимают через 40 суток после последнего случая гибели животного от классической чумы свиней при проведении заключительной очистки, дезинфекции, санитарного ремонта свинарника, обезвреживания навоза, уничтожения грызунов, перепашки прифермской территории.

## Эпизоотологическая обстановка в России
Болезнь встречается в России, для борьбы с ней проводится вакцинация. На 2008—2011 года неблагополучными по классической чуме являлись Владимирская, Волгоградская, Воронежская, Ивановская, Костромская, Нижегородская, Самарская, Смоленская области и Краснодарский край. Не следует путать классическую чуму (ситуация с которой имеет небольшие масштабы и контролируется), с Африканской чумой свиней, эпизоотия которой приняла в 2007—2013 годах значительные масштабы, было уничтожено до 1 млн свиней (большая часть — в целях борьбы с АЧС).